# Sophora rapaensis
Sophora rapaensis е вид растение от семейство Бобови (Fabaceae).

## Разпространение
Разпространен е във Френска Полинезия.